# Aina mun pitää
Pour les articles homonymes, voir Mun.
Chansons représentant la Finlande au Concours Eurovision de la chanson
Something Better
(2014) Sing It Away
(2016)
Aina mun pitää (en français « Je dois toujours ») est la chanson de Pertti Kurikan Nimipäivät qui représente la Finlande au Concours Eurovision de la chanson 2015 à Vienne.
Le 19 mai 2015, lors de la 1re demi-finale, elle termine à la 16e et dernière place avec 13 points et par conséquent n'est pas qualifiée pour la finale.